# Unterpräfektur Tokachi

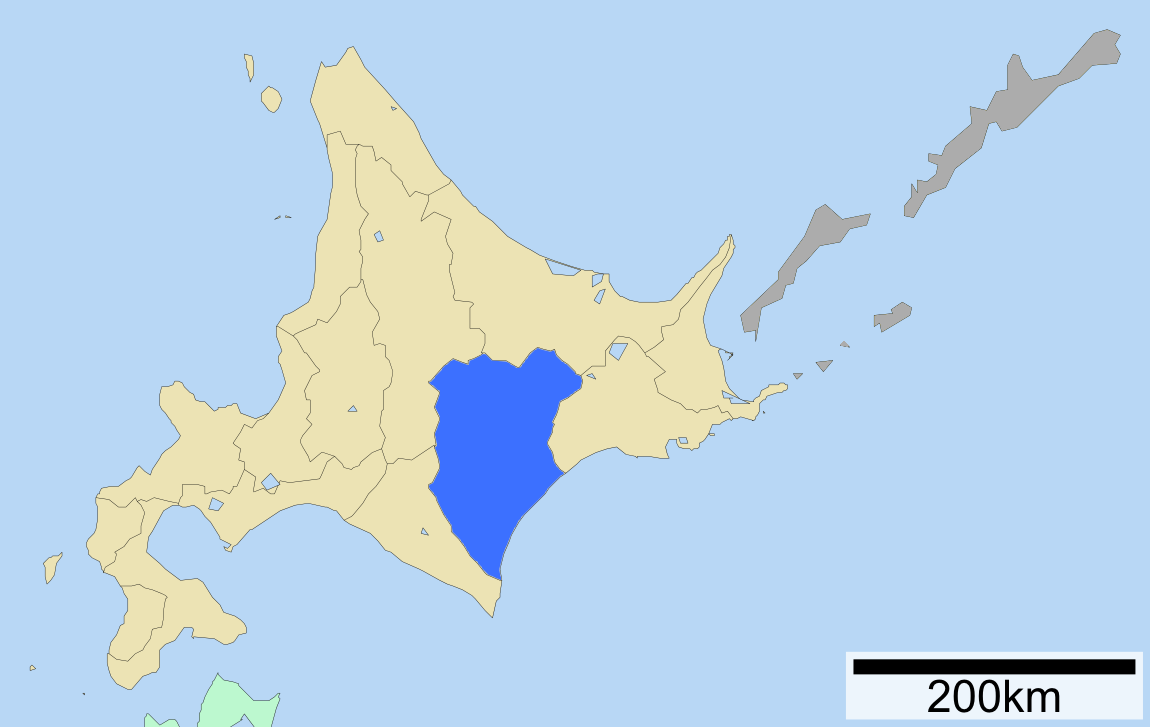
Lage der Unterpräfektur Tokachi

Tokachi (jap. 十勝総合振興局, Tokachi-sōgō-shinkō-kyoku) ist eine Unterpräfektur der Präfektur Hokkaidō. Sie hat eine Fläche von 10.830,99 km² und eine Einwohnerzahl von 358.653 (Stand: 30. September 2006).

## Geschichte
Im November 1897 wurde die Unterpräfektur Kasai (河西支庁, Kasai-shichō) eingerichtet. Im August 1932 erfolgte die Umbenennung in Unterpräfektur Tokachi (十勝支庁, Tokachi-shichō). Tokachi war der Name einer gleichnamigen Provinz, die sich von 1869 bis 1882 hier vor Einrichtung der Präfekturen befand.
Am 20. Oktober 1948 wurde der Landkreis Ashoro aus der Unterpräfektur Kushiro der Unterpräfektur Tokachi zugeschlagen.
Bei der Neugliederung von Hokkaidō zum 1. April 2010 erfolgte die Umbenennung in Tokachi-sōgō-shinkō-kyoku.

## Verwaltungsgliederung

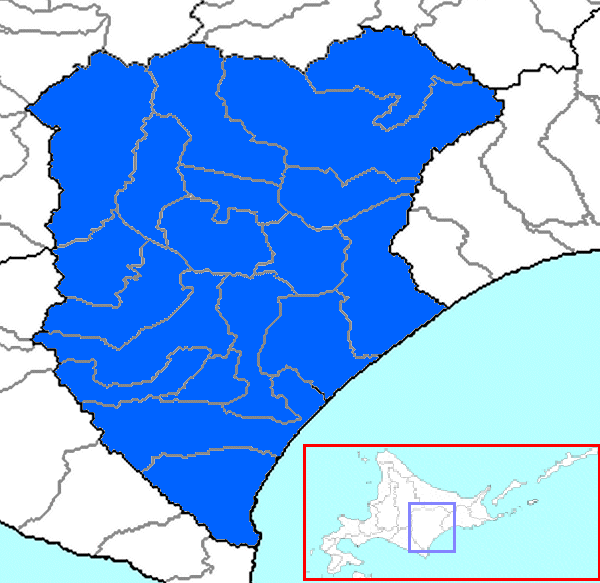
Gemeinden der Unterpräfektur Tokachi

### Großstädte (市,shi)

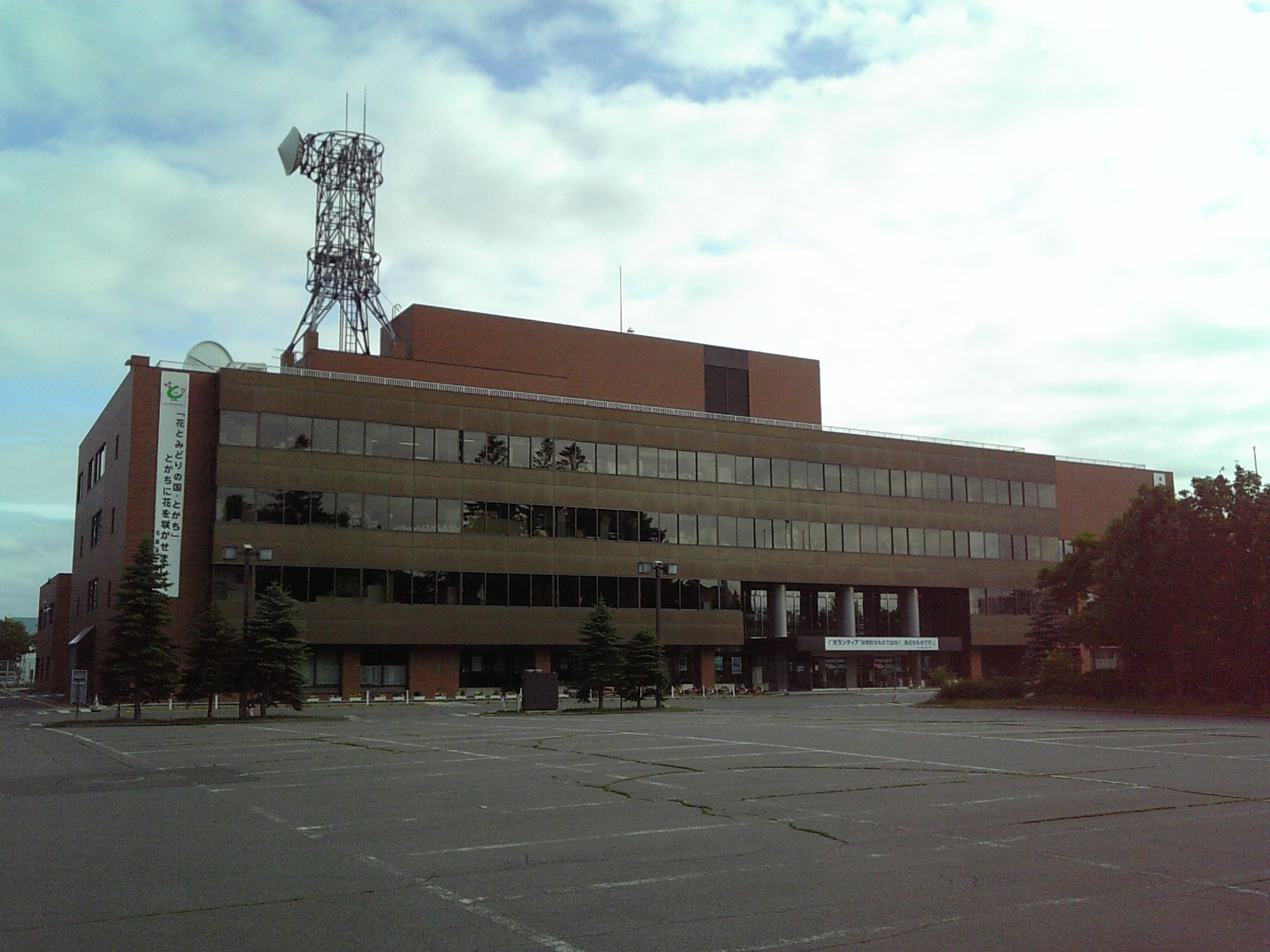
Sitz Unterpräfekturverwaltung in Obihiro

- Sitz der Unterpräfekturverwaltung: Obihiro

### Landkreise (郡,gun)
Liste der Landkreise der Unterpräfektur Tokachi, sowie deren Städte (町, chō) und Dörfer (村, mura).
- Kamikawa
  - Shintoku
  - Shimizu
- Nakagawa
  - Makubetsu
  - Ikeda
  - Toyokoro
  - Honbetsu
- Katō
  - Otofuke
  - Shihoro
  - Kamishihoro
  - Shikaoi
- Kasai
  - Memuro
  - Nakasatsunai
  - Sarabetsu
- Hiroo
  - Taiki
  - Hiroo
- Ashoro
  - Ashoro
  - Rikubetsu
- Tokachi
  - Urahoro

### Neugliederungen
- Am 6. Februar 2006 wurde das Dorf Chūrui im Landkreis Hiroo in die Stadt Makubetsu im Landkreis Nakagawa eingemeindet.

## Verkehr
In Obihiro befindet sich der Flughafen Tokachi-Obihiro.